# María Pita
María Mayor Fernández de Cámara y Pita, coneguda popularment com a María Pita, fou una heroïna gallega en la defensa de la Corunya el 1589 contra l'Expedició Drake-Norris dirigida pel corsari Francis Drake i el soldat John Norris.
Va estar casada quatre vegades i va tenir quatre fills. Quan va restar viuda per última vegada, el rei Felip II li va concedir una pensió que equivalia al sou d'un alferes més cinc escuts mensuals així com un permís d'exportació de mules d'Espanya a Portugal.

## Història
El 4 de maig de 1589 les tropes angleses, havent assetjat la ciutat de la Corunya, van obrir una bretxa a la muralla i van començar l'assalt de la ciutat vella, dirigits per un alferes que, amb la bandera de la resistència en mà, va assolir pujar a la part més alta de la muralla. María Pita va matar aquest alferes anglès. No se sap realment amb quina arma es va dur a terme la mort; hi ha qui diu que amb l'espasa del mateix marit difunt de María Pita (el seu segon espòs Gregorio de Recamonde, mort en aquest mateix assalt anglès), uns altres diuen que amb ganivets del seu propi negoci i altres amb trets. Es diu que aquest fet es va dur a terme al crit de «Qui tingui honra, que em segueixi!», la qual cosa desmoralitzà la tropa anglesa i va provocar la seva retirada, ni més ni menys que 20.000 anglesos. Una vegada acabada la batalla, va ajudar a recollir els cadàvers i a cuidar els ferits. Juntament amb María Pita, altres dones de la Corunya van ajudar a defensar la ciutat; està documentat el cas d'Inés de Ben, que va ser ferida per dues bales angleses en la batalla.
A més de la seva intervenció en el setge, la seva vida va ser plena de vicissituds, entre les quals figuren nombrosos plets dels quals vint amb diversos continguts van ser conservats a l'Arxiu del Regne de Galícia: deutes i apropiacions de béns i també querelles criminals per insults i agressions, i dos viatges a Madrid, a causa d'ells, ja que fou condemnada a desterrament. Va fer el seu primer viatge a la cort l'any 1596 per sol·licitar la recompensa pels serveis prestats durant el setge anglès. El segon viatge, l'any 1606 va tenir per objectiu confirmar mercès anteriors (li va ser atorgat, per exemple, un sou d'alferes, llicència per exportar mules a Portugal, exempció de l'obligació d'allotjar soldats a casa seva i una gratificació pecuniària) i tractar d'obtenir noves concessions reials. L'any 1616 es va veure afectada per un incendi a la Ciutat Vella de la Corunya.
Va morir a Cambre, el 1643 i, encara que al seu testament sol·licità ser enterrada al convent de San Domingos de la Corunya, no s'hi conserva cap document que ho confirmi, ni es va poder identificar la seva tomba. Es pensa que va ser sebollida a la seva parròquia natal de Sigrás (Cambre), però alguns historiadors sostenen que seria a Santa María d'Oza, on hi havia la tomba del seu últim marit.

## L'estàtua
A la Plaça de María Pita, en la ciutat de la Corunya, on està situat l'Ajuntament de la ciutat, es va aixecar un monument en honor de María Pita. L'obra, acabada en bronze, va ser concebuda per Xosé Castiñeiras, i representa l'heroïna alçant una llança, amb el cos sense vida de l'alferes anglès que va atacar la ciutat el 1589 als seus peus. L'altura total de l'obra és de 9,31 metres, composta per una plataforma de graons de 45 cm, un pedestal de 5,56 m i una escultura de 3,30 metres. El seu pes és de 30 tones.
En el pedestal escalonat es troba un peveter, la flama del qual romania encesa durant tot el dia, restant cinc hores apagada durant la nit.

## Altres
- El seu nom va ser donat al navili que va realitzar la Reial Expedició Filantròpica de la Vacuna per a la vacunació als territoris d'ultramar el 1803.[3]

- L'agost de 2008, el Salvament Marítim va batejar al vaixell de salvament BS-14 com el «María Pita», amb la seva base actual a Galícia.[4]